# Kangani (Anjouan)
Kangani ist eine Siedlung auf der Komoreninsel Anjouan im Indischen Ozean. 2016 hatte der Ort 3711 Einwohner.

## Geografie
Der Ort liegt am Südzipfel von Anjouan bei Maouéni auf einem südlichen Ausläufer des Col de Moya. Eine Kurvenreiche Straße führt hinauf zum Pass.
In der Nähe des Ortes verlaufen die Flüsse Itsahou und Amohoa.

## Klima
Nach dem Köppen-Geiger-System zeichnet sich Kangani durch ein tropisches Klima mit der Kurzbezeichnung Am aus. Die Temperaturen sind das ganze Jahr über konstant und liegen zwischen 20 °C und 25 °C.